# Nagu (köping)
Nagu är en köping i Kina. Den ligger i provinsen Yunnan, i den sydvästra delen av landet, omkring 170 kilometer norr om provinshuvudstaden Kunming. Antalet invånare är 61 124. Befolkningen består av 29 411 kvinnor och 31 713 män. Barn under 15 år utgör 22,0 %, vuxna 15-64 år 68 %, och äldre över 65 år 8,0 %.
Genomsnittlig årsnederbörd är 914 millimeter. Den regnigaste månaden är juni, med i genomsnitt 196 mm nederbörd, och den torraste är januari, med 10 mm nederbörd.